# The Rice Twins
The Rice Twins är en svensk techno-duo från Stockholm, bildad 2005 och bestående av Valdemar Gezelius och Jesper Engström.
2006 släppte duon singeln For Penny and Alexis och EP:n Reach For the Flute.
The Rice Twins två medlemmar har tidigare varit med i indiebandet Florian och är med i musikkollektivet Kissing Mirrors.